# Пам'ятник Дашдоржійну Нацагдоржу
Пам'ятник Нацагдоржу (монг. Нацагдоржийн хөшөө) — пам'ятник засновнику сучасної монгольської літератури Д. Нацагдоржу, розташований в центрі міста Улан-Батор, столиці Монголії.

## Історія
Пам'ятник виготовили за ескізом скульптора Л. Махвала і встановили в центрі столиці у 1963 році. З кінця 1960-х років, в процесі проектування та будівництва міського парку культури і відпочинку, пам'ятник опинився в рамках його північної частини. У соціалістичні часи[коли?] щовесни біля пам'ятника поетові проводили урочисту лінійку; тут же приймали в піонери юних улан-баторців.
У вересні 2013 року за ініціативи міської громадської ради було вирішено, що у зв'язку з реконструкцією парку і тим, що пам'ятник опинився в оточенні висотних будівель, слід перемістити його до готелю «Улан-Батор» або до Центральної бібліотеки ім. Нацагдоржа, і 29 жовтня його перенесли в Сквер турко-монгольської дружби перед готелем, де раніше розташовувався пам'ятник Леніну.

## Опис
Пам'ятник являє собою скульптуру Нацагдоржа, одягненого в традиційну делі, який сидить з олівцем і папером в руках у традиційній позі писаря. На постаменті пам'ятника — барельєфи, що зображують сцени з першої монгольської національної опери «Серед сумних гір», лібрето якої написав Нацагдорж. На передній частині постаменту вигравіювана старомонгольською мовою початкова строфа його вірша «Моя Батьківщина» (монг. Миний нутаг)
Високі прекрасні хребти Хентея, Хангая, Саян 
Лісисті гори, що прикрашають північну сторону, 
Великі просторі пустелі Мініна, Шарги, Номіна 
Піщані океани, що панують на південній стороні 
Це моя рідна земля, 
Прекрасна Монголія!
Оригінальний текст (монг.)
Хэнтий, Хангай, Саяны өндөр сайхан нуруунууд,
 Хойт зүгийн чимэг болсон ой хөвчийн уулнууд,
 Мэнэн, Шарга, Номины өргөн их говиуд,
 Өмнө зүгийн манлай болсон элсэн манхан далайнууд.
 Энэ бол миний төрсөн нутаг,
 Монголын сайхан орон!